# Al-Kamiszli (dystrykt)
Al-Kamiszli – jedna z 4 jednostek administracyjnych drugiego rzędu (dystrykt) muhafazy Al-Hasaka w Syrii.
W 2004 roku dystrykt zamieszkiwało 425 580 osób.